# Barczewko
Barczewko [barˈt͡ʂɛfkɔ] (tiếng Đức: Alt Wartenburg) là một ngôi làng thuộc khu hành chính của Gmina Barczewo, thuộc huyện Olsztyński, Warmińsko-Mazurskie, ở miền bắc Ba Lan. Nó nằm khoảng 7 kilômét (4 mi) phía tây Barczewo và 10 km (6 mi) về phía đông bắc của thủ đô khu vực Olsztyn.
Ngôi làng lớn lên xung quanh một pháo đài được thành lập bởi vogt Friedrich von Liebenzelle. Ngôi làng được đề cập trong các nguồn bằng văn bản lần đầu tiên vào ngày 26 tháng 12 năm 1329. Vào mùa đông 1353-54, ngôi làng đã bị quân đội Litva phá hủy. Nó sau đó đã được xây dựng lại nhưng xa hơn về phía đông của vị trí ban đầu. Nhà thờ làng có từ năm 1582. Ngôi làng có dân số 1.050.

## Liên kết
- Kreisgemeinschaft Allenstein-Land e. V. Kirchspiel Alt Wartenburg